# 宗我坐宗我都比古神社

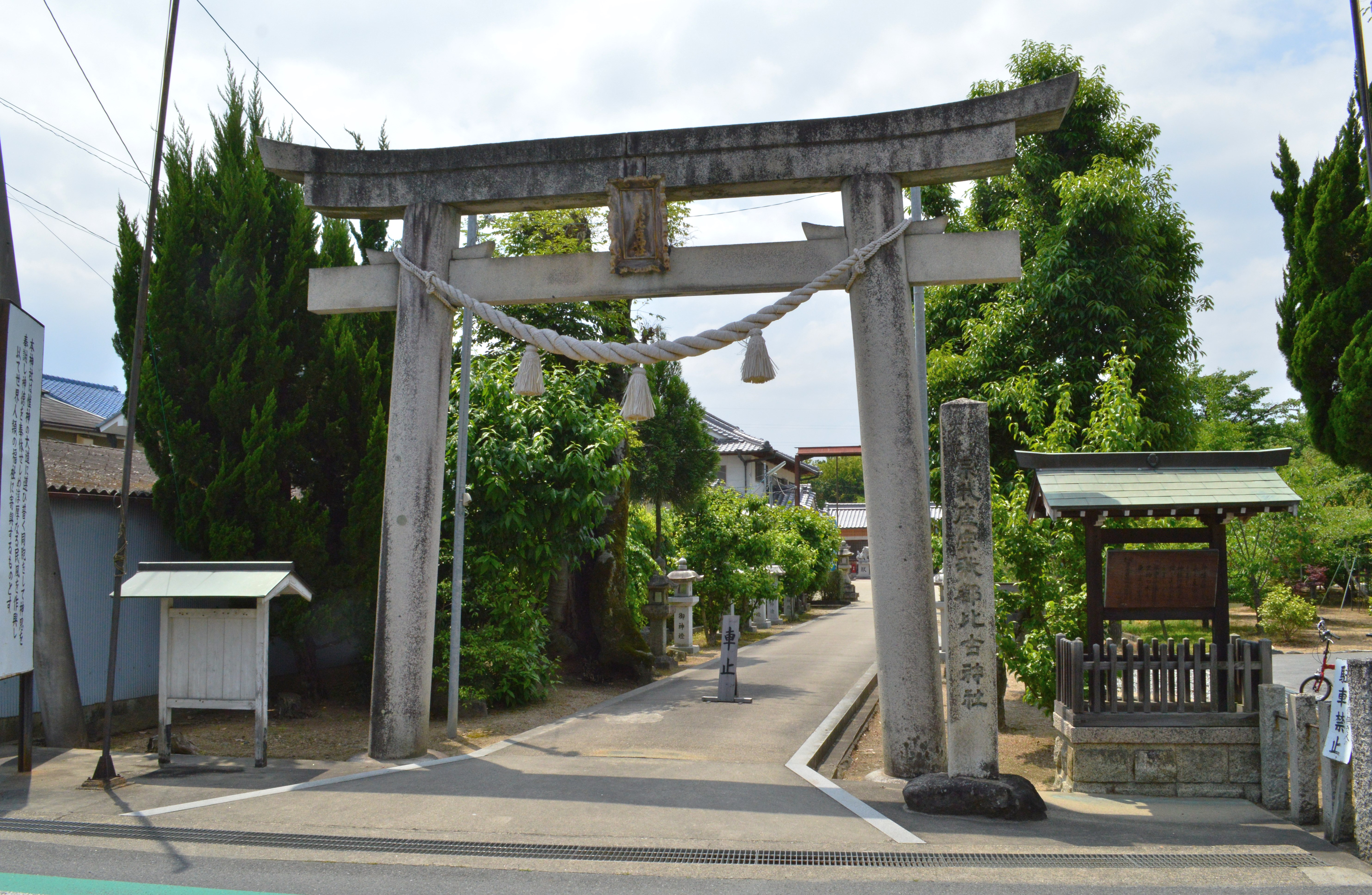
鳥居

宗我坐宗我都比古神社（そがにますそがつひこじんじゃ/そがにいますそがつひこじんじや/そがのそがつひこじんじゃ）は、奈良県橿原市曽我町にある神社。式内社（大社）で、旧社格は村社。
通称を「入鹿宮（いるかのみや）」とも。古代豪族の蘇我氏に関係する神社として知られる。

## 祭神
祭神は次の2柱。
- 曾我都比古神（そがつひこのかみ、宗我都比古神）
- 曾我都比売神（そがつひめのかみ、宗我都比売神）

延長5年（927年）成立の『延喜式』神名帳での祭神の記載は2座。同帳では「宗我坐宗我都比古神社」、すなわち「宗我（= 曽我/曾我：地名）に鎮座する宗我都比古神を祀る社」と記載され、祭神1座は宗我都比古神とされるが、もう1座は明らかでない。

### 祭神について
蘇我氏系図
|                                 |                                 |                                 |                                 |                                 |                                 |  |  |          |          |          |          |          |          |  |  |      |      |      |      |      |      |  |  |  |  |  |  |  |  |  |  |  |  |  |  |  |  |
|                                 |                                 |                                 |                                 |                                 |                                 |  |  |          |          |          |          |          |          |  |  |      |      |      |      |      |      |  |  |  |  |  |  |  |  |  |  |  |  |  |  |  |  |
| 第8代孝元天皇                   | 第8代孝元天皇                   | 第8代孝元天皇                   | 第8代孝元天皇                   | 第8代孝元天皇                   | 第8代孝元天皇                   |  |  | 蘇我石川 | 蘇我石川 | 蘇我石川 | 蘇我石川 | 蘇我石川 | 蘇我石川 |  |  | 稲目 | 稲目 | 稲目 | 稲目 | 稲目 | 稲目 |  |  |  |  |  |  |  |  |  |  |  |  |  |  |  |  |
| 第8代孝元天皇                   | 第8代孝元天皇                   | 第8代孝元天皇                   | 第8代孝元天皇                   | 第8代孝元天皇                   | 第8代孝元天皇                   |  |  | 蘇我石川 | 蘇我石川 | 蘇我石川 | 蘇我石川 | 蘇我石川 | 蘇我石川 |  |  | 稲目 | 稲目 | 稲目 | 稲目 | 稲目 | 稲目 |  |  |  |  |  |  |  |  |  |  |  |  |  |  |  |  |
| 彦太忍信命                      | 彦太忍信命                      | 彦太忍信命                      | 彦太忍信命                      | 彦太忍信命                      | 彦太忍信命                      |  |  | 満智     | 満智     | 満智     | 満智     | 満智     | 満智     |  |  | 馬子 | 馬子 | 馬子 | 馬子 | 馬子 | 馬子 |  |  |  |  |  |  |  |  |  |  |  |  |  |  |  |  |
| 彦太忍信命                      | 彦太忍信命                      | 彦太忍信命                      | 彦太忍信命                      | 彦太忍信命                      | 彦太忍信命                      |  |  | 満智     | 満智     | 満智     | 満智     | 満智     | 満智     |  |  | 馬子 | 馬子 | 馬子 | 馬子 | 馬子 | 馬子 |  |  |  |  |  |  |  |  |  |  |  |  |  |  |  |  |
| 屋主忍男武雄心命 （古事記なし） | 屋主忍男武雄心命 （古事記なし） | 屋主忍男武雄心命 （古事記なし） | 屋主忍男武雄心命 （古事記なし） | 屋主忍男武雄心命 （古事記なし） | 屋主忍男武雄心命 （古事記なし） |  |  | 韓子     | 韓子     | 韓子     | 韓子     | 韓子     | 韓子     |  |  | 蝦夷 | 蝦夷 | 蝦夷 | 蝦夷 | 蝦夷 | 蝦夷 |  |  |  |  |  |  |  |  |  |  |  |  |  |  |  |  |
| 屋主忍男武雄心命 （古事記なし） | 屋主忍男武雄心命 （古事記なし） | 屋主忍男武雄心命 （古事記なし） | 屋主忍男武雄心命 （古事記なし） | 屋主忍男武雄心命 （古事記なし） | 屋主忍男武雄心命 （古事記なし） |  |  | 韓子     | 韓子     | 韓子     | 韓子     | 韓子     | 韓子     |  |  | 蝦夷 | 蝦夷 | 蝦夷 | 蝦夷 | 蝦夷 | 蝦夷 |  |  |  |  |  |  |  |  |  |  |  |  |  |  |  |  |
| 武内宿禰                        | 武内宿禰                        | 武内宿禰                        | 武内宿禰                        | 武内宿禰                        | 武内宿禰                        |  |  | 高麗     | 高麗     | 高麗     | 高麗     | 高麗     | 高麗     |  |  | 入鹿 | 入鹿 | 入鹿 | 入鹿 | 入鹿 | 入鹿 |  |  |  |  |  |  |  |  |  |  |  |  |  |  |  |  |
| 武内宿禰                        | 武内宿禰                        | 武内宿禰                        | 武内宿禰                        | 武内宿禰                        | 武内宿禰                        |  |  | 高麗     | 高麗     | 高麗     | 高麗     | 高麗     | 高麗     |  |  | 入鹿 | 入鹿 | 入鹿 | 入鹿 | 入鹿 | 入鹿 |  |  |  |  |  |  |  |  |  |  |  |  |  |  |  |  |
|                                 |                                 |                                 |                                 |                                 |                                 |  |  |          |          |          |          |          |          |  |  |      |      |      |      |      |      |  |  |  |  |  |  |  |  |  |  |  |  |  |  |  |  |

宗我都比古神社の祭祀は、社名・神名に「ソガツヒコ（宗我都比古）」と見えることから、古代豪族の蘇我氏（そがうじ）に関係すると考えられている。蘇我氏は著名な氏族であるが、その本拠地（本貫）は明らかとなっておらず、宗我都比古神社の鎮座地である大和国高市郡曾我（橿原市曽我町一帯）に比定する説のほか、大和国葛上郡（御所市一帯）に比定する説、河内国石川郡（大阪府富田林市東半・南河内郡一帯）に比定する説の3説が知られる。そのうち1説目（当地）は、地名「曾我」や宗我都比古神社の存在、および『紀氏家牒』で蘇我石河宿禰について「家二大和国高市県蘇我里一」とあることから、特に有力視される地域になる。
前述の通り、『延喜式』神名帳では祭神を2座とするが、これについて『五郡神社記』では武内宿禰・石川宿禰の2人にあて、元禄年間（1688-1704年）頃の社記では彦太忍信命・石河宿禰の2人にあてている。これらは、いずれも蘇我氏の遠祖とされる人物になる。それに対して、現在では祭神をソガツヒコ・ソガツヒメの2神とし、その木造神像2体を神体に祀る。神名帳では「地名 + つ + ひこ/ひめ」の2座とする神社の記載は多く、宗我都比古神社の場合にもそれらの例と同様に、在地神であるソガツヒコ・ソガツヒメの2神が祭神であったと考えるのが妥当とされる。

## 歴史

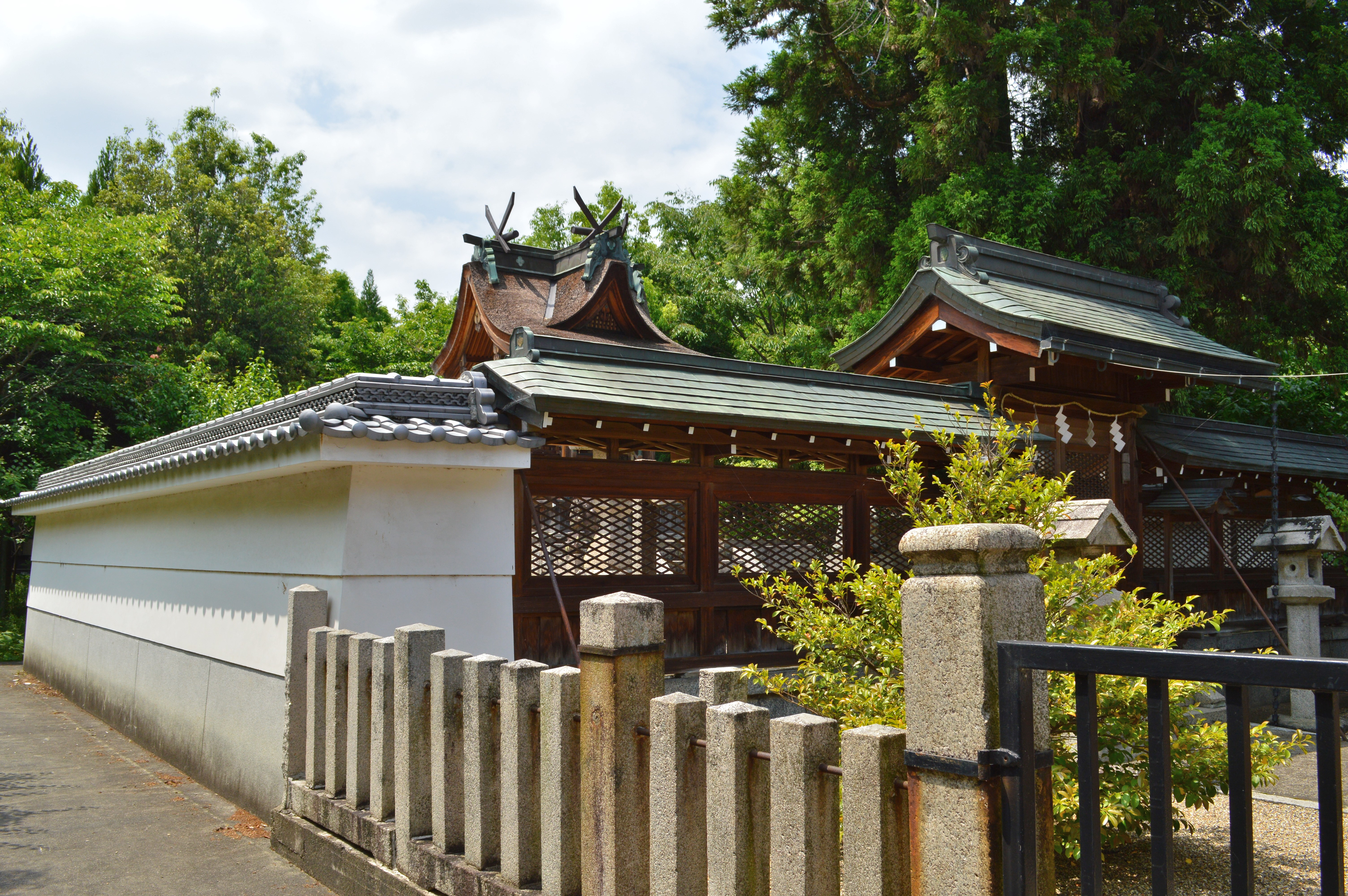
本殿

### 創建
創建は不詳。『五郡神社記』では、推古天皇（在位：593-628年）の時に、蘇我馬子が武内宿禰と石川宿禰を祀る神殿を蘇我村に創建したとする。一方で社伝では、持統天皇（在位：690-697年）が蘇我氏の滅亡をあわれみ、蘇我倉山田石川麻呂の次男である徳永内供には紀氏を継がせるとともに、内供の子の永末には祖神を祀るための土地を与えて社務・耕作を行わせたことをもって創建とする。
なお宗我都比古神社一帯は、弥生時代から古墳時代前期の遺構である中曾司遺跡が広がることが知られ、境内付近でも多くの遺物の出土が見られている。

### 概史
『新抄格勅符抄』大同元年（806年）牒によれば、当時の「宗我神」には神戸として大和国から3戸が充てられていた。この記載に基づいて、天平2年（730年）の『大倭国正税帳』に見える、大和国に神戸を有する神社39社のうちの1社を当社に比定する説もある。
国史では、天安3年（859年）における「宗我都比古神」の神階の従五位上への昇叙記事、および貞観6年（864年）における正五位下への昇叙記事が見える。
延長5年（927年）成立の『延喜式』神名帳では大和国高市郡に「宗我坐宗我都比古神社二座 並大 月次新嘗」として、2座が式内大社に列するとともに、朝廷の月次祭・新嘗祭では幣帛に預かる旨が記載されている。
『大和志』によれば、近世には「入鹿宮」と称されていた。
明治維新後、1907年（明治40年）9月に近代社格制度において村社に列した。

### 神階
- 天安3年（859年）1月27日、従五位下から従五位上（『日本三代実録』） - 表記は「宗我都比古神」。
- 貞観6年（864年）6月16日、従五位上から正五位下（『日本三代実録』） - 表記は「宗我都比古神」。

## 境内
- 本殿
- 中門
- 拝殿
- 大神輿収納殿
- 社務所

## 摂末社

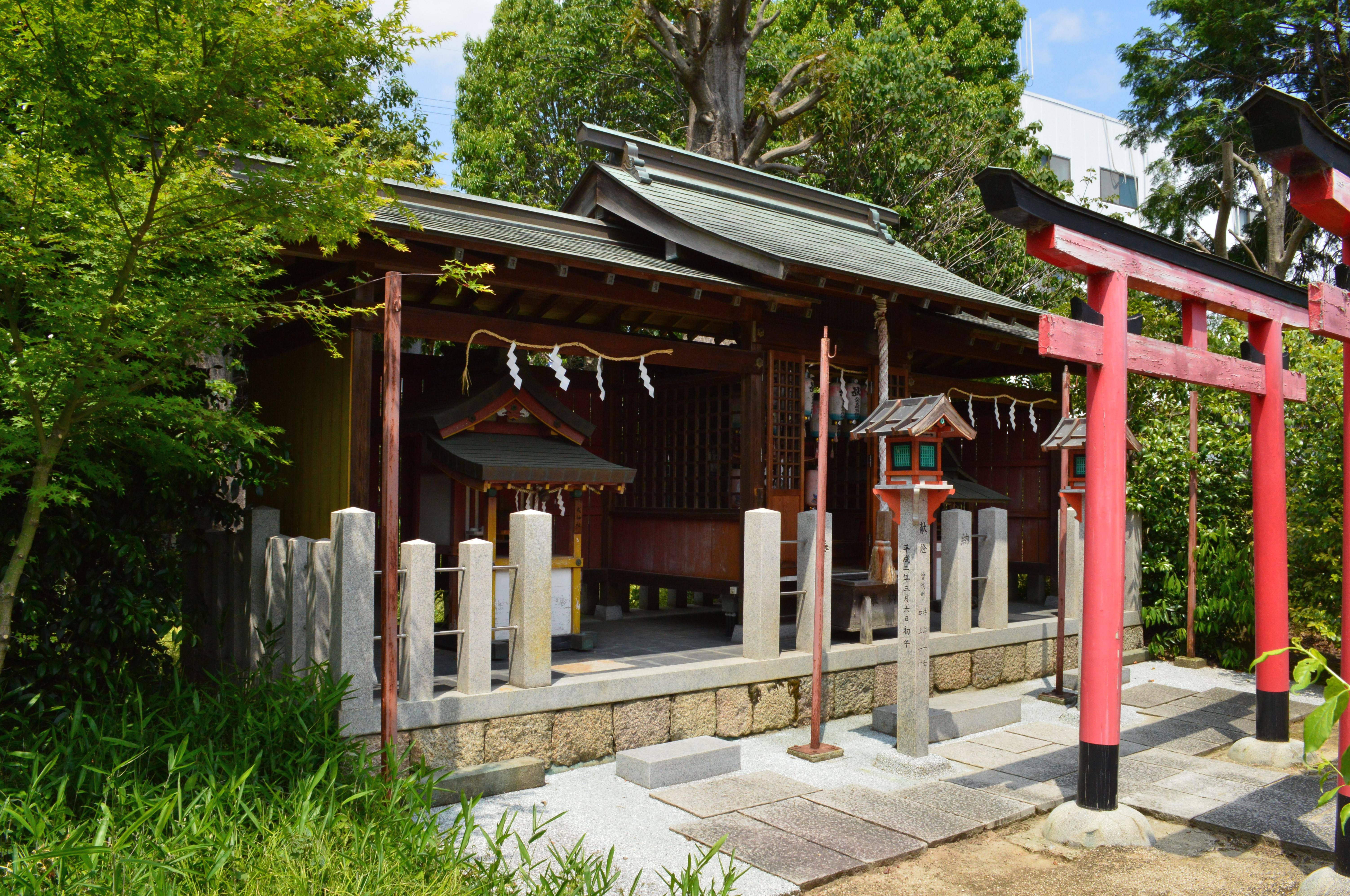
境内社

- 八大夫稲荷神社
- 戎神社
- 八坂神社

## 祭事
- 祈年祭（2月22日）
- 例祭（10月6日）
- 新嘗祭（11月26日）

## 現地情報
所在地
- 奈良県橿原市曽我町1196

交通アクセス
- 鉄道：近畿日本鉄道（近鉄）大阪線 真菅駅 （徒歩約3分）